# Luboš Hušek
Luboš Hušek (Jablonec nad Nisou, 26 gennaio 1984) è un calciatore ceco, centrocampista del Sokol Drzkov.

## Palmarès

### Club

#### Competizioni nazionali
- Campionato ceco: 1

Sparta Praga: 2009-2010